# بونیفیس موچرو تیموتی
بونیفیس موچرو تیموتی (انگلیسی: Boniface Mucheru Tumuti؛ زادهٔ ۲ مهٔ ۱۹۹۲) یک دونده اهل کنیا است.
وی در مسابقات کشوری و بین‌المللی در مجموع برندهٔ ۱ مدال طلا، ۲ مدال نقره، ۴ مدال برنز شده‌است.